# Natação no Campeonato Mundial de Esportes Aquáticos de 2013 - 200 m borboleta masculino
A prova dos 200 metros borboleta masculino da natação no Campeonato Mundial de Esportes Aquáticos de 2013 ocorreu entre os dias 30 de julho e 31 de julho no Palau Sant Jordi  em Barcelona.

## Recordes
Antes desta competição, os recordes mundiais e do campeonato nesta prova eram os seguintes:
| Tipo                  | Atleta         | Tempo   | Local | Data                |
| --------------------- | -------------- | ------- | ----- | ------------------- |
|                       | Michael Phelps | 1:51.51 | Roma  | 29 de julho de 2009 |
| Recorde do campeonato | Michael Phelps | 1:51.51 | Roma  | 29 de julho de 2009 |

## Medalhistas
| Ouro               | Prata                    | Bronze        |
| Chad le Clos (RSA) | Paweł Korzeniowski (POL) | Wu Peng (CHN) |

## Resultados

### Eliminatórias
Esses foram os resultados das eliminatórias. 
| Pos. | Bateria | Raia | Nadador             | Nacionalidade  | Tempo   | Notas            |
| ---- | ------- | ---- | ------------------- | -------------- | ------- | ---------------- |
| 1    | 3       | 5    | Tyler Clary         | Estados Unidos | 1:56.03 | Q                |
| 2    | 4       | 4    | Chad le Clos        | África do Sul  | 1:56.21 | Q                |
| 3    | 3       | 6    | Tom Luchsinger      | Estados Unidos | 1:56.32 | Q                |
| 4    | 2       | 6    | Nikolay Skvortsov   | Rússia         | 1:56.47 | Q                |
| 5    | 4       | 5    | Chen Yin            | China          | 1:56.48 | Q                |
| 6    | 4       | 7    | Leonardo de Deus    | Brasil         | 1:56.52 | Q                |
| 7    | 4       | 3    | Paweł Korzeniowski  | Polónia        | 1:56.61 | Q                |
| 8    | 4       | 6    | Yuki Kobori         | Japão          | 1:56.64 | Q                |
| 9    | 2       | 3    | Bence Biczó         | Hungria        | 1:56.70 | Q                |
| 10   | 2       | 4    | Wu Peng             | China          | 1:56.96 | Q                |
| 11   | 3       | 4    | Takeshi Matsuda     | Japão          | 1:57.14 | Q                |
| 12   | 3       | 3    | Grant Irvine        | Austrália      | 1:57.18 | Q                |
| 13   | 2       | 2    | Jordan Coelho       | França         | 1:57.19 | Q                |
| 14   | 2       | 7    | Joseph Schooling    | Singapura      | 1:57.23 | Q                |
| 15   | 2       | 5    | Velimir Stjepanović | Sérvia         | 1:57.34 | Q                |
| 16   | 3       | 7    | Roberto Pavoni      | Reino Unido    | 1:57.37 | Q                |
| 17   | 4       | 0    | Alexandru Coci      | Roménia        | 1:57.86 |                  |
| 18   | 4       | 1    | Zackariah Chetrat   | Canadá         | 1:57.92 |                  |
| 19   | 3       | 8    | Mauricio Fiol       | Peru           | 1:58.29 | Recorde nacional |
| 20   | 3       | 2    | Michal Poprawa      | Polónia        | 1:58.34 |                  |

| Ver o restante da classificação | Ver o restante da classificação | Ver o restante da classificação | Ver o restante da classificação | Ver o restante da classificação | Ver o restante da classificação | Ver o restante da classificação |
| Pos.                            | Bateria                         | Raia                            | Nadador                         | Nacionalidade                   | Tempo                           | Notas                           |
| ------------------------------- | ------------------------------- | ------------------------------- | ------------------------------- | ------------------------------- | ------------------------------- | ------------------------------- |
| 21                              | 4                               | 2                               | Francesco Pavone                | Itália                          | 1:58.68                         |                                 |
| 22                              | 2                               | 8                               | Marcos Lavado                   | Venezuela                       | 1:58.69                         |                                 |
| 23                              | 3                               | 1                               | Pedro Oliveira                  | Portugal                        | 1:58.78                         |                                 |
| 24                              | 2                               | 1                               | Shaun Burnett                   | Nova Zelândia                   | 1:59.35                         |                                 |
| 25                              | 2                               | 0                               | Gal Nevo                        | Israel                          | 1:59.37                         |                                 |
| 26                              | 2                               | 9                               | Yury Suvorau                    | Bielorrússia                    | 2:01.28                         |                                 |
| 27                              | 1                               | 5                               | Esteban Enderica                | Equador                         | 2:01.46                         | Recorde nacional                |
| 28                              | 3                               | 0                               | Hsu Chi-chieh                   | Taipé Chinesa                   | 2:01.49                         |                                 |
| 29                              | 1                               | 4                               | Ramiro Ramírez                  | México                          | 2:02.37                         |                                 |
| 30                              | 4                               | 9                               | Jan Šefl                        | Chéquia                         | 2:02.43                         |                                 |
| 31                              | 4                               | 8                               | Chang Gyu-Cheol                 | Coreia do Sul                   | 2:03.32                         |                                 |
| 32                              | 3                               | 9                               | Yousef Al-Askari                | Kuwait                          | 2:07.03                         |                                 |
| 33                              | 1                               | 6                               | Khalid Baba                     | Bahrein                         | 2:20.23                         |                                 |
| 34                              | 1                               | 2                               | Andrianirina Lalanomena         | Madagáscar                      | 2:33.87                         |                                 |
| 35                              | 1                               | 3                               | Nuno Miguel Rola                | Angola                          | 99.99                           | DNS                             |

### Semifinal
Esses foram os resultados das semifinais.
Semifinal 1
| Pos. | Raia | Nadador           | Nacionalidade | Tempo   | Notas |
| ---- | ---- | ----------------- | ------------- | ------- | ----- |
| 1    | 4    | Chad le Clos      | África do Sul | 1:55.33 | Q     |
| 2    | 2    | Wu Peng           | China         | 1:55.42 | Q     |
| 3    | 5    | Nikolay Skvortsov | Rússia        | 1:56.02 | Q     |
| 4    | 3    | Leonardo de Deus  | Brasil        | 1:56.06 | Q     |
| 5    | 6    | Yuki Kobori       | Japão         | 1:56.15 |       |
| 6    | 1    | Joseph Schooling  | Singapura     | 1:56.27 |       |
| 7    | 7    | Grant Irvine      | Austrália     | 1:56.95 |       |
| 8    | 8    | Roberto Pavoni    | Reino Unido   | 1:57.60 |       |

Semifinal 2
| Pos. | Raia | Nadador             | Nacionalidade  | Tempo   | Notas |
| ---- | ---- | ------------------- | -------------- | ------- | ----- |
| 1    | 6    | Paweł Korzeniowski  | Polónia        | 1:55.67 | Q     |
| 2    | 3    | Chen Yin            | China          | 1:55.97 | Q     |
| 2    | 4    | Tyler Clary         | Estados Unidos | 1:55.97 | Q     |
| 4    | 5    | Tom Luchsinger      | Estados Unidos | 1:56.10 | Q     |
| 5    | 7    | Takeshi Matsuda     | Japão          | 1:56.42 |       |
| 6    | 2    | Bence Biczó         | Hungria        | 1:56.48 |       |
| 7    | 8    | Velimir Stjepanović | Sérvia         | 1:56.60 |       |
| 8    | 1    | Jordan Coelho       | França         | 1:57.12 |       |

### Final
Esse foi o resultado da final. 
| Pos.              | Raia | Nadador            | Nacionalidade  | Tempo   | Notas |
| ----------------- | ---- | ------------------ | -------------- | ------- | ----- |
| Medalha de ouro   | 4    | Chad le Clos       | África do Sul  | 1:54.32 |       |
| Medalha de prata  | 3    | Paweł Korzeniowski | Polónia        | 1:55.01 |       |
| Medalha de bronze | 5    | Wu Peng            | China          | 1:55.09 |       |
| 4                 | 6    | Chen Yin           | China          | 1:55.47 |       |
| 5                 | 8    | Tom Luchsinger     | Estados Unidos | 1:55.70 |       |
| 6                 | 7    | Nikolay Skvortsov  | Rússia         | 1:56.02 |       |
| 7                 | 2    | Tyler Clary        | Estados Unidos | 1:56.34 |       |
| 8                 | 1    | Leonardo de Deus   | Brasil         | 1:56.44 |       |

Legenda
| Recorde mundial       | Recorde mundial (World record)               |                       | Recorde africano                      | Recorde africano (African) |                                           | Q | Classificado por posição (Qualified) |
| Recorde do campeonato | Recorde do campeonato (Championship record)  | Recorde da América    | Recorde da América (Americas)         | q                          | Classificado por melhor tempo (Qualified) |   |                                      |
| Melhor marca do ano   | Melhor marca do ano (World leading)          | Recorde asiático      | Recorde asiático (Asian)              | DNS                        | Não largou (Did not start)                |   |                                      |
| Recorde nacional      | Recorde nacional (National record)           | Recorde europeu       | Recorde europeu (European)            | DNF                        | Não terminou (Did not finish)             |   |                                      |
| Recorde pessoal       | Recorde pessoal do atleta (Personal best)    | Recorde da Oceania    | Recorde da Oceania (Oceania)          | DSQ / DQ                   | Desclassificado (Disqualified)            |   |                                      |
| Recorde da temporada  | Recorde da temporada do atleta (Season best) | Recorde sul-americano | Recorde sul-americano (South America) | NM                         | Sem marca (No mark)                       |   |                                      |